# Musculus erector spinae

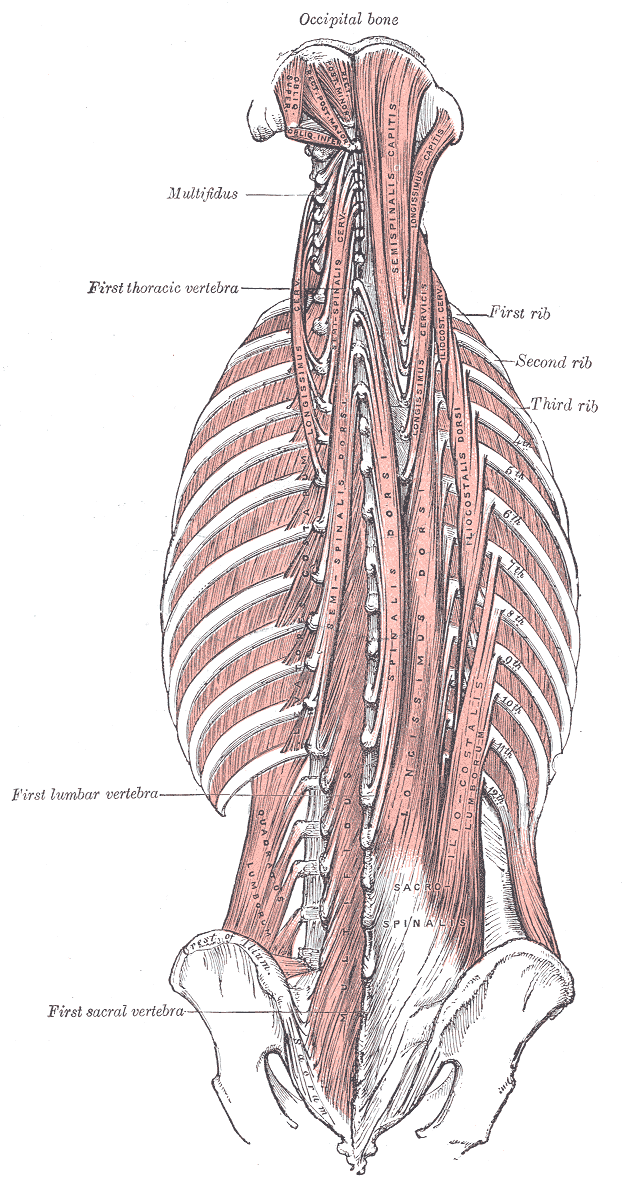
Rückenmuskeln des Menschen

Mit Musculus erector spinae (lateinisch für „Aufrichter der Wirbelsäule“, alternativ: Erector trunci), auch Rückenstrecker oder Rückenstreckmuskel, ist eine größere Gruppe von Muskeln gemeint, die der Aufrichtung beziehungsweise dem Strecken sowie der Rotation wie auch der Seitneigung (Musculus intertransversarius) der Wirbelsäule dienen.
Dem Ausdruck Musculus erector spinae ist meist kein scharf definierter Begriff zugeordnet, weshalb er von Anatomen ungern benutzt wird. Manchmal beschreibt man damit die gesamte autochthone Rückenmuskulatur, manchmal nur Abschnitte davon, nämlich Musculus iliocostalis, Musculus longissimus und Musculus spinalis. Oft nennt man diese drei zusammenfassend „der Rückenstrecker“ oder – im Plural – „die Rückenstrecker“.
Die Rückenstrecker verlaufen entlang der Wirbelsäule. Sie heben sich auf der Körperoberfläche nicht deutlich ab, doch kann man sie seitlich des Rückgrats als Wulst ertasten. Physiotherapeutische Übungen zur Muskelkräftigung, besonders der Rückenstrecker, werden bei der Behandlung der Scheuermann-Krankheit („Rundrücken“) eingesetzt.
Beim Schlachtrind bilden Anteile des Musculus erector spinae die Portionen von Fehlrippe, Hochrippe und Roastbeef, beim Schlachtschwein das Kotelett. Bei Schaf und Kalb wird das Kotelettstück auch Karree genannt.